# Unión Comorense para el Progreso
La Unión Comorense para el Progreso (Comorense: Udzima, lit. Unidad; en francés: Union Comorienne pour le Progrès, sigla UCP) es un partido político de las Comoras. Fue fundado en 1982 por el presidente Ahmed Abdallah. 

## Historia
En 1978,  Bob Denard protagoniza un golpe de Estado contra el gobierno socialista de Ali Soilih, lo que deriva en la vuelta al poder de Ahmed Abdallah. En febrero de 1982, Abdallah prohibió los partidos políticos y creó la UCP. En las elecciones celebradas un mes después, la UCP ganó 37 de los 38 escaños en la Asamblea Nacional, con un único escaño para un candidato independiente. En el elecciones parlamentarias de 1987 la UCP ganó los 42 escaños. Otro golpe de Denard en 1989 condujo al poder a Said Mohamed Djohar, quien también formó parte de la UCP.
La libertad de partidos se introdujo en 1990 y Djohar fue elegido presidente. Sin embargo, Djohar renunció al partido en 1991. El partido boicoteó la elecciones parlamentarias de 1992 en protesta por la negativa del gobierno a actualizar el padrón electoral. Sin embargo, impugnó las elecciones anticipadas del año siguiente, ganando dos escaños.
El partido se disolvió en octubre de 1996 cuando se fusionó con el National Rally for Development.
Sin embargo, el partido se reformó más tarde e impugnó el elecciones parlamentarias de 2015, al no poder ganar un escaño. Nominó a Said Ahmed Said Ali como su candidato para las elecciones presidenciales de 2016, pero no logró pasar del 0,5% de los votos.

## Historia electoral

### Elecciones presidenciales
| Elecciones | Candidatos          | Votos          | %              | Votos          | %              | Resultado |
| Elecciones | Candidatos          | Primera vuelta | Primera vuelta | Segunda vuelta | Segunda vuelta | Resultado |
| ---------- | ------------------- | -------------- | -------------- | -------------- | -------------- | --------- |
| 1984       | Ahmed Abdallah      |                | 99.4%          |                |                | Sí        |
| 1990       | Said Mohamed Djohar | 44,845         | 23.1%          | 103,000        | 55.1%          | Sí        |
| 1996       | Omar Tamou          |                | 13.3%          |                |                | No        |
| 1996       | Mtara Maécha        |                |                |                |                | No        |
| 2016       | Said Ahmed Said Ali | 573            | 0.52%          |                |                | No        |

### Elecciones a la Asamblea
| Elecciones | Votos     | %         | Escaños | +/–         | Posición | Resultado |
| ---------- | --------- | --------- | ------- | ----------- | -------- | --------- |
| 1982       |           |           | 37/37   | 37          | 1st      | Sí        |
| 1987       |           |           | 42/42   | 5           | 1st      | Sí        |
| 1992       | Boycotted | Boycotted | 0/42    | 42          |          |           |
| 1993       |           |           | 2/42    | 2           | 5th      | No        |
| 2015       | 2,713     | 1.51%     | 0/24    | Sin cambios | 10th     |           |